# Battle Lake
Battle Lake – miasto w Stanach Zjednoczonych, w stanie Minnesota, w hrabstwie Otter Tail.